# Promenade de l'Aéroport (Ottawa)
Ne doit pas être confondu avec Promenade de l'Aviation (Ottawa).
La promenade de l'Aéroport (anglais : Airport Parkway, Ottawa Route 79 ) est une promenade et une voie express à deux voies de la ville d'Ottawa, en Ontario, au Canada. Elle s'étend de l'aéroport international Macdonald–Cartier d'Ottawa jusqu'à un échangeur avec le chemin Heron à partir duquel elle devient l'avenue Bronson,.

## Description de l'itinéraire
La promenade de l'Aéroport est une autoroute à deux voies sur la majeure partie de sa longueur, bien que les vélos y soient autorisés. Elle n'est pas considérée comme une autoroute à accès contrôlé. Elle abrite l'un des deux seuls échangeurs urbains à point unique (en) (SPUI) de l'Ontario à sa sortie au niveau du chemin Hunt Club. La limite de vitesse est 80 km/h (50 mi/h) sur toute sa longueur.
La promenade de l'Aéroport commence à la sortie de l'aéroport, où elle croise immédiatement le chemin Lester. La promenade tourne vers le nord et traverse une forêt avant de rencontrer le chemin Hunt Club, qu'elle échange avec l'un des rares SPUI au Canada. Ensuite, la promenade passe sous un pont piétonnier et longe le Transitway. Elle croise ensuite le chemin Walkley avec un échangeur partiel. Après cela, elle est bordée de quartiers résidentiels avant de croiser le chemin Brookfield. La promenade se termine peu de temps après en croisant le chemin Heron. Elle continue sous le nom d'avenue Bronson et perd son statut d'autoroute.

## Histoire
Jusqu'en 1997, la promenade de l'Aéroport était entretenue par le gouvernement fédéral canadien sous la juridiction de la Commission de la capitale nationale.

### Pont commémoratif de Juno Beach
Le pont commémoratif Juno Beach est une passerelle pour piéton qui enjambe la promenade de l'Aéroport, juste au nord du chemin Hunt Club. Il s'agit d'un lien important reliant les communautés à l'ouest de la promenade au centre commercial South Keys et à la station OC Tranpo de South Keys. La construction du pont commémoratif de Juno Beach a commencé en juin 2011. Après de multiples retards dus à des défauts de matériaux et de conception, le pont a ouvert avec 3 ans de retard et avec un coût final ayant dépassé le budget prévu en novembre 2014 de 5,5 millions de dollars. Il a été officiellement baptisé en novembre 2019,. 

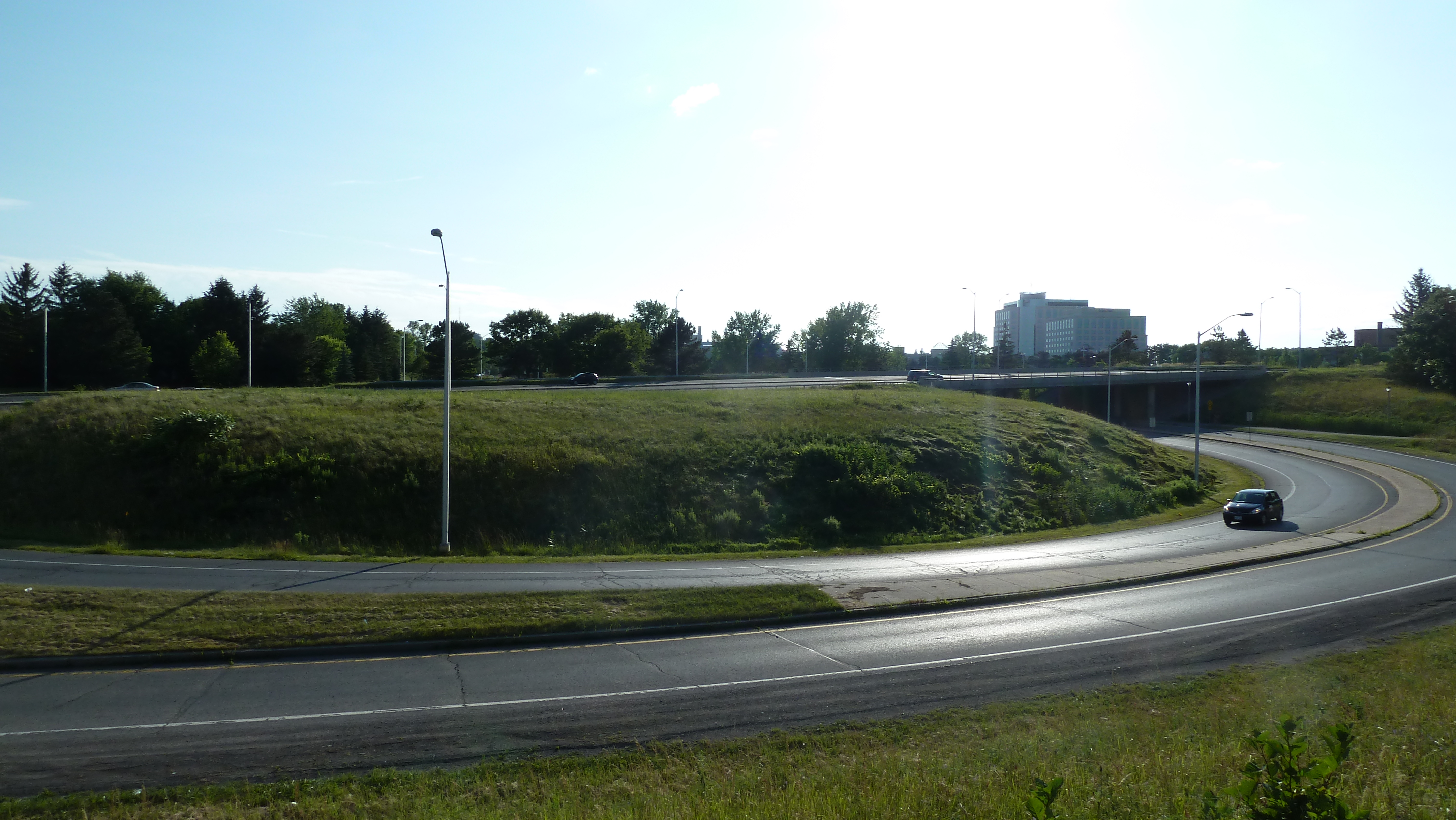
Sortie Brookfield Road

## Avenir
La route a connu 300 collisions et trois décès depuis 2000, ce qui en fait l'objet de futures améliorations. Il y a eu des discussions sur la possibilité de la transformer en une autoroute à quatre voies, mais ces discussions ont été bloquées en raison de controverses locales.

## Liste des sorties
Le cartouche ci-dessous présente la liste des sorties de la promenade de l'Aéroport du nord au sud. Certaines intersections de l'avenue Bronson sont aussi représentées.